# Judo-Europameisterschaften 2009
Die Judo-Europameisterschaften fanden vom 24. bis 26. April 2009 im georgischen Tiflis statt.

## Männer

### −60 kg
| Platz | Land | Sportler          |
| ----- | ---- | ----------------- |
| 1     | RUS  | Arsen Galstyan    |
| 2     | UKR  | Heorhij Santaraja |
| 3     | GEO  | Nestor Khergiani  |
| 3     | AUT  | Ludwig Paischer   |
| 5     | NED  | Ruben Houkes      |
| 5     | ITA  | Elio Verde        |
| 7     | BEL  | Damien Bomboir    |
| 7     | GBR  | James Millar      |

### −66 kg
| Platz | Land | Sportler            |
| ----- | ---- | ------------------- |
| 1     | HUN  | Miklós Ungvári      |
| 2     | POL  | Tomasz Kowalski     |
| 3     | RUS  | Alim Gadanov        |
| 3     | LAT  | Deniss Kozlovs      |
| 5     | ITA  | Francesco Faraldo   |
| 5     | ARM  | Armen Nasarjan      |
| 7     | FRA  | Sébastien Berthelot |
| 7     | GER  | Adrian Kulisch      |

### −73 kg
| Platz | Land | Sportler              |
| ----- | ---- | --------------------- |
| 1     | UKR  | Wolodymyr Soroka      |
| 2     | NED  | Dex Elmont            |
| 3     | FRA  | Gilles Bonhomme       |
| 3     | MDA  | Marcel Trudov         |
| 5     | HUN  | Attila Ungvári        |
| 5     | RUS  | Mansur Issajew        |
| 7     | GER  | Mario Schendel        |
| 7     | POL  | Krzysztof Wiłkomirski |

### −81 kg
| Platz | Land | Sportler          |
| ----- | ---- | ----------------- |
| 1     | RUS  | Iwan Nifontow     |
| 2     | ITA  | Antonio Ciano     |
| 3     | SLO  | Aljaž Sedej       |
| 3     | GEO  | Lewan Ziklauri    |
| 5     | GER  | Ole Bischof       |
| 5     | FRA  | Axel Clerget      |
| 7     | BLR  | Mikalaj Barkouski |
| 7     | ESP  | Jorge Benavente   |

### −90 kg
| Platz | Land | Sportler            |
| ----- | ---- | ------------------- |
| 1     | BLR  | Andrej Kasussjonak  |
| 2     | GEO  | Warlam Liparteliani |
| 3     | LTU  | Karolis Bauža       |
| 3     | AZE  | Elxan Məmmədov      |
| 5     | ESP  | David Alarza        |
| 5     | GER  | Michael Pinske      |
| 7     | RUS  | Iwan Perschin       |
| 7     | UKR  | Vadym Synyavsky     |

### −100 kg
| Platz | Land | Sportler            |
| ----- | ---- | ------------------- |
| 1     | RUS  | Tagir Khaibulaev    |
| 2     | NED  | Henk Grol           |
| 3     | LAT  | Jevgeņijs Borodavko |
| 3     | ROU  | Daniel Brata        |
| 5     | BLR  | Jauhen Bjadulin     |
| 5     | ISR  | Ariel Zeevi         |
| 7     | HUN  | Dániel Hadfi        |
| 7     | GER  | Dimitri Peters      |

### +100 kg
| Platz | Land | Sportler            |
| ----- | ---- | ------------------- |
| 1     | EST  | Martin Padar        |
| 2     | NED  | Grim Vuijsters      |
| 3     | BLR  | Ihar Makarau        |
| 3     | RUS  | Alexander Michailin |
| 5     | GER  | Andreas Tölzer      |
| 5     | POL  | Janusz Wojnarowicz  |
| 7     | GEO  | Adam Okruaschwili   |
| 7     | FRA  | Pierre Robin        |

## Damen

### −48 kg
| Platz | Land | Sportler                |
| ----- | ---- | ----------------------- |
| 1     | FRA  | Frédérique Jossinet     |
| 2     | HUN  | Éva Csernoviczki        |
| 3     | GER  | Michaela Baschin        |
| 3     | ROU  | Alina Alexandra Dumitru |
| 5     | ESP  | Oiana Blanco            |
| 5     | BLR  | Volha Leshchanka        |
| 7     | RUS  | Liudmila Bogdanova      |
| 7     | TUR  | Kubra Tekneci           |

### −52 kg
| Platz | Land | Sportler          |
| ----- | ---- | ----------------- |
| 1     | RUS  | Natalja Kusjutina |
| 2     | ESP  | Ana Carrascosa    |
| 3     | NED  | Kitty Bravik      |
| 3     | BEL  | Ilse Heylen       |
| 5     | SLO  | Petra Nareks      |
| 5     | FIN  | Jaana Sundberg    |
| 7     | TUR  | Aynur Samat       |
| 7     | UKR  | Olha Sukha        |

### −57 kg
| Platz | Land | Sportler             |
| ----- | ---- | -------------------- |
| 1     | POR  | Telma Monteiro       |
| 2     | GBR  | Sarah Clark          |
| 3     | HUN  | Hedvig Karakas       |
| 3     | FRA  | Morgane Ribout       |
| 5     | GRE  | Ioulietta Boukouvala |
| 5     | NED  | Deborah Gravenstijn  |
| 7     | AUT  | Sabrina Filzmoser    |
| 7     | GER  | Viola Waechter       |

### −63 kg
| Platz | Land | Sportler               |
| ----- | ---- | ---------------------- |
| 1     | SLO  | Urška Žolnir           |
| 2     | RUS  | Vera Koval             |
| 3     | CRO  | Marijana Mišković      |
| 3     | ISR  | Alice Schlesinger      |
| 5     | FRA  | Irene Chevreuil        |
| 5     | NED  | Elisabeth Willeboordse |
| 7     | GER  | Claudia Ahrens         |
| 7     | BLR  | Anastasija Lieshkova   |

### −70 kg
| Platz | Land | Sportler          |
| ----- | ---- | ----------------- |
| 1     | FRA  | Lucie Décosse     |
| 2     | GER  | Kerstin Thiele    |
| 3     | NED  | Edith Bosch       |
| 3     | BEL  | Catherine Jacques |
| 5     | ESP  | Cecilia Blanco    |
| 5     | HUN  | Anett Mészáros    |
| 7     | ITA  | Erica Barbieri    |
| 7     | UKR  | Natalija Smal     |

### −78 kg
| Platz | Land | Sportler              |
| ----- | ---- | --------------------- |
| 1     | ESP  | Esther San Miguel     |
| 2     | UKR  | Maryna Pryschtschepa  |
| 3     | BLR  | Sviatlana Tsimashenka |
| 3     | GER  | Heide Wollert         |
| 5     | RUS  | Natalia Kazantseva    |
| 5     | FRA  | Céline Lebrun         |
| 7     | ITA  | Assunta Galeone       |
| 7     | POR  | Yahima Ramirez        |

### +78 kg
| Platz | Land | Sportler              |
| ----- | ---- | --------------------- |
| 1     | RUS  | Jelena Iwaschtschenko |
| 2     | POL  | Urszula Sadkowska     |
| 3     | TUR  | Gülşah Kocatürk       |
| 3     | GER  | Franziska Konitz      |
| 5     | GEO  | Irine Leonidze        |
| 5     | SLO  | Lucija Polavder       |
| 7     | UKR  | Maryna Prokofjewa     |
| 7     | GBR  | Sarah Adlington       |

## Medaillenspiegel
| Platz | Land                   | Gold | Silber | Bronze | Gesamt |
| ----- | ---------------------- | ---- | ------ | ------ | ------ |
| 1     | Russland               | 5    | 1      | 2      | 8      |
| 2     | Frankreich             | 2    | 0      | 2      | 4      |
| 3     | Ukraine                | 1    | 2      | 0      | 3      |
| 4     | Ungarn                 | 1    | 1      | 1      | 3      |
| 5     | Spanien                | 1    | 1      | 0      | 2      |
| 6     | Belarus                | 1    | 0      | 2      | 3      |
| 7     | Slowenien              | 1    | 0      | 1      | 2      |
| 8     | Portugal               | 1    | 0      | 0      | 1      |
| 8     | Estland                | 1    | 0      | 0      | 1      |
| 10    | Niederlande            | 0    | 3      | 2      | 5      |
| 11    | Polen                  | 0    | 2      | 0      | 1      |
| 12    | Deutschland            | 0    | 1      | 3      | 4      |
| 13    | Georgien               | 0    | 1      | 2      | 3      |
| 14    | Vereinigtes Königreich | 0    | 1      | 0      | 1      |
| 14    | Italien                | 0    | 1      | 0      | 1      |
| 16    | Belgien                | 0    | 0      | 2      | 2      |
| 16    | Lettland               | 0    | 0      | 2      | 2      |
| 16    | Rumänien               | 0    | 0      | 2      | 2      |
| 19    | Israel                 | 0    | 0      | 1      | 1      |
| 19    | Türkei                 | 0    | 0      | 1      | 1      |
| 19    | Österreich             | 0    | 0      | 1      | 1      |
| 19    | Aserbaidschan          | 0    | 0      | 1      | 1      |
| 19    | Kroatien               | 0    | 0      | 1      | 1      |
| 19    | Litauen                | 0    | 0      | 1      | 1      |
| 19    | Moldau                 | 0    | 0      | 1      | 1      |